# Квакши-треуголки
Квакши-треуголки (лат. Hemiphractus) — род бесхвостых земноводных из семейства Hemiphractidae.

## Образ жизни
Ведут сумеречный и ночной образ жизни

## Классификация
На ноябрь 2018 года в род включают 9 видов:
- Hemiphractus bubalus (Jiménez de la Espada, 1871) — Рогатая квакша
- Hemiphractus elioti Hill et al., 2018
- Hemiphractus fasciatus Peters, 1862 — Клыкастая квакша
- Hemiphractus helioi Sheil & Mendelson, 2001
- Hemiphractus johnsoni (Noble, 1917) — Гребенчатая квакша
- Hemiphractus kaylockae Hill et al., 2018
- Hemiphractus panamensis (Stejneger, 1917)
- Hemiphractus proboscideus (Jiménez de la Espada, 1871) — Желторотая квакша
- Hemiphractus scutatus (Spix, 1824) — Квакша-треуголка